# Isabella Schlichting
Isabella Schlichting ou Ploberger (durant son premier mariage) (née Isabella Hartl le 6 avril 1913 à Wels, morte le 24 novembre 2002 à Oberalm) est une décoratrice de cinéma autrichienne.

## Biographie
Isabella Hartl fait ses études à Vienne, où elle fréquente l'école d'arts et pendant deux semestres l'université technique de Vienne et sort diplômé en architecture. Elle commence à travailler en septembre 1938 et se spécialise dans l'ameublement. Elle épouse Herbert Ploberger, décorateur de cinéma et costumier.
Sur la recommandation de son employeur, le bureau d'architecture Petersen, la jeune architecte est engagée en 1940 pour préparer le film de Leni Riefenstahl, Tiefland. Isabella Ploberger collabore avec Erich Grave (de) qui a plus d'expérience ; ils travailleront ensemble jusqu'à la fin de la guerre. En 1949, elle reprend son métier d'architecte au cinéma puis travaille avec Werner Schlichting qui deviendra son second époux. Le couple conçoit les décors de grandes productions allemandes et autrichiennes, mais aussi des américaines en Allemagne.
En 1971, le couple s'installe en Espagne. À l'automne 1989, ils reviennent en Autriche pour passer leurs dernières années en maison de retraite.

## Filmographie
- 1940-44: Tiefland
- 1949: Profondeurs mystérieuses
- 1949: Prämien auf den Tod
- 1950: Erzherzog Johanns große Liebe
- 1951: Gangsterpremiere
- 1952: Der Obersteiger
- 1955 : Trois Hommes dans la neige (Drei Männer im Schnee) de Kurt Hoffmann
- 1955: Le Congrès s'amuse
- 1956: Fuhrmann Henschel
- 1956: Kaiserjäger
- 1957: Die Heilige und ihr Narr
- 1957: Wien, du Stadt meiner Träume
- 1957: Die unentschuldigte Stunde
- 1958: Der Priester und das Mädchen
- 1958: Le Voyage
- 1960: Le Brave Soldat Chvéïk
- 1960: The Magnificent Rebel
- 1960: Le Dernier Passage
- 1961: Via Mala
- 1961: Presque des anges
- 1962: Le Grand Retour
- 1962: Capitaine Sinbad
- 1963: Das Haus in Montevideo (de)
- 1963: Émile et les Détectives
- 1965: Der Alpenkönig und der Menschenfeind
- 1966: Ganovenehre
- 1966: Lange Beine – lange Finger
- 1966: La Vengeance de Siegfried
- 1967: Herrliche Zeiten im Spessart
- 1968: Morgens um sieben ist die Welt noch in Ordnung (de)
- 1971: Der Kapitän (de)

## Source de la traduction
- (de) Cet article est partiellement ou en totalité issu de l’article de Wikipédia en allemand intitulé « Isabella Ploberger » (voir la liste des auteurs).